# Pink Pistols

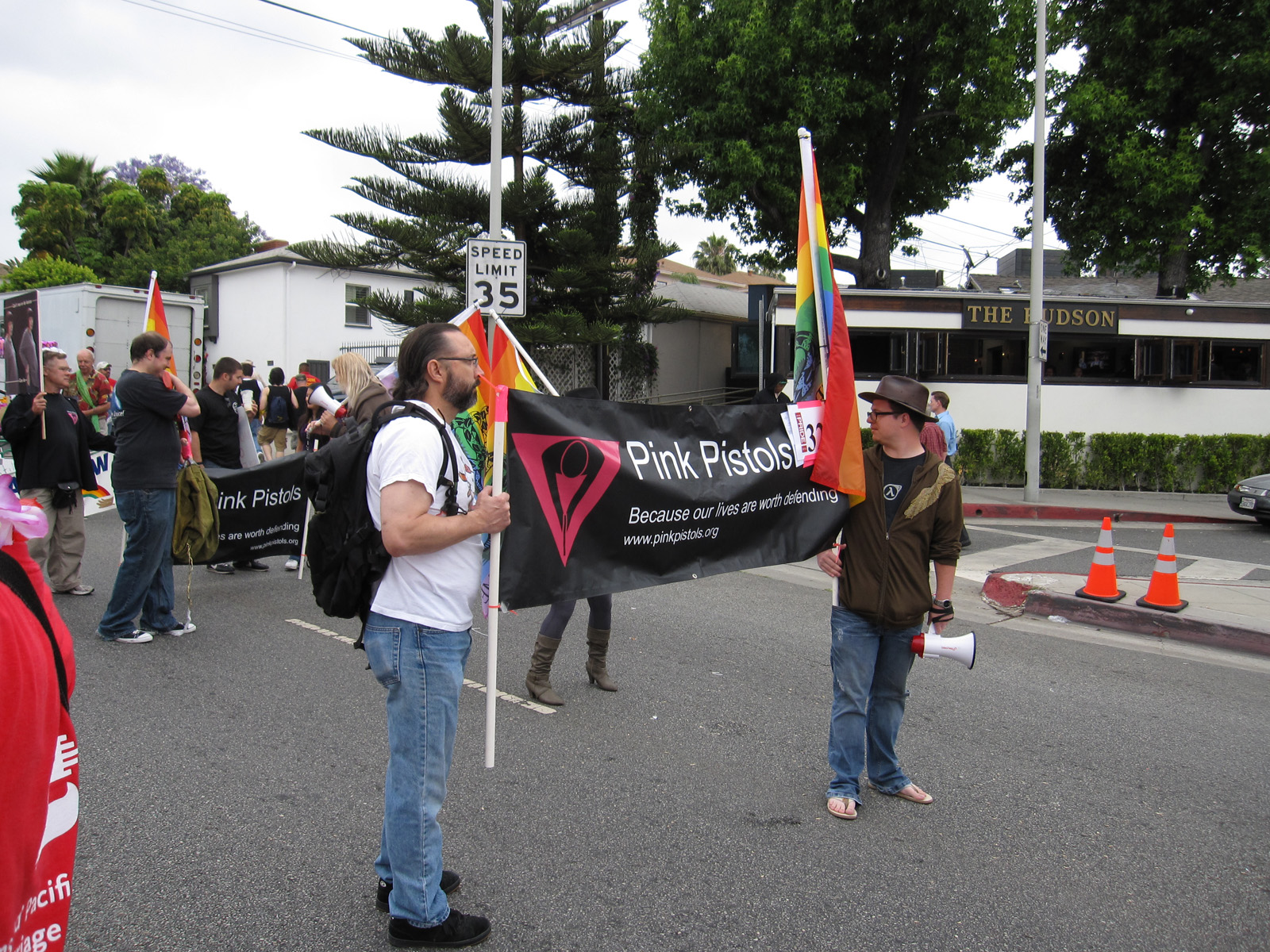
Grupo de PinkPistols manifestándose en Los Ángeles Pride.

Pink Pistols es una asociación estadounidense de LGBT , defensores del derecho a poseer armas, y que fue fundada por el activista liberal libertario Doug Krick en 2000, en Massachusetts. Tradicionalmente el derecho a poseer armas está asociado al conservadurismo y la libertad sexual al liberalismo y progresismo, por esto la existencia de esta organización es chocante para muchos. Sin embargo en Pink Pistol no contemplan tal contradicción entre libertad sexual y el derecho a la defensa, viendo ambos derechos como ejercicio de la libertad individual.

## The Pink-Pistol Theory (P-P Theory) o la teoría de la pistola rosa (la teoría P-P)
La Pink-Pistol Theory o teoría de la pistola rosa relaciona de forma directa el uso de pistolas de juguete por parte de las niñas con el homicidio durante la etapa adulta de sus parejas masculinas.
Investigadores de la universidad de Alabama (Speller et al., 2017) descubrieron que a aquellas niñas a las que se les daba una pistola de juguete de color rosa (u otro color llamativo), durante su etapa adulta presentaban una mayor probabilidad de matar a sus parejas con un arma de fuego.
Esto era debido a que durante su infancia jugaban con ellas porque les resultaban atractivas por su color, lo cual a su vez incrementaba la probabilidad de que en el momento de cumplir la edad legal para adquirir un arma de fuego compraran una pistola customizada con el color de la pistola de juguete que recordaban durante su infancia. El hecho de tener un arma de fuego en sus bolsos en todo momento hacía que, ante una discusión de pareja, resultara más probable que hicieran uso de la misma para resolver el conflicto.
- Este artículo está incluido en la categoría de Artículos Peculiares en la Wikipedia en inglés.